# Дипольд I фон Лёйхтенберг

Ландграфство Лёйхтенберг на карте (справа рядом с Меранией)

Дипольд I фон Лёйхтенберг (Diepold I von Leuchtenberg) — граф, затем (с 1191 года) ландграф Лёйхтенберга.
Точное происхождение не выяснено. С точки зрения хронологии — сын или внук Гебхарда II (ум. после 1168) или его брата Маркварда фон Лёйхтенберга (погиб в бою в Италии летом 1167 года).
Обстоятельства, при которых Дипольд I получил титул ландграфа, с которым впервые упоминается в документе 1191 года, не выяснены. В хартии от 27 января 1200 года назван ландграфом Штефлинга (Diepoldus landgr. v. Stephininke). Возможно, что в Баварии только один род мог носить ландграфский титул, и после смерти бездетного Оттона VI фон Штефлинга его получил Дипольд I фон Лёйхтенберг. Одна из версий — он был женат на сестре или дочери покойного. Но это не объясняет расхождение: Оттон VI фон Штефлинг умер 31 октября 1196 года, а Дипольд I фон Лёйхтенберг носил титул ландграфа уже в 1191-м. Аллодиальные владения Оттона VI фон Штефлинга унаследовал герцог Баварии Людвиг I.
Дипольд I фон Лёйхтенберг последний раз прижизненно упоминается в хартии, датированной 19 августа 1209 года. Вероятно, вскоре он умер — 10 февраля (год не известен).
У него и его жены — предполагаемой сестры Оттона VI фон Штефлинга было двое сыновей:
- Гебхард III (ум.1244) — ландграф Лёйхтенберга (от него произошли все последующие ландграфы);
- Дипольд II — ландграф Лёйхтенберга, упоминается в качестве ландграфа в документах с 1220 по 1259 год.

В указанный период ландграфами Лёйхтенберга названы:
- Гебхард фон Лёйхтенберг — 23 февраля 1200 года. Вероятно — ошибка, имелся в виду Дипольд I;
- Герман — 27 марта 1229 года. Вероятно — ошибка, имелся в виду ландграф Тюрингии Герман II;
- Бертольд — 1 октября 1237 года (Bertholdus landgravius de Lucbrenberc). Вероятно — пропущена часть текста: «Бертольд маркграф Гогенбурга, Дипольд (или Гебхард) ландграф Лёйхтенберга».